# Ганді (Небраска)
Ганді (англ. Gandy) — селище (англ. village) в США, в окрузі Логан штату Небраска. Населення — 34 особи (2020).

## Географія
Ганді розташоване за координатами 41°28′11″ пн. ш. 100°27′30″ зх. д. / 41.46972° пн. ш. 100.45833° зх. д. (41.469749, -100.458337). За даними Бюро перепису населення США в 2010 році селище мало площу 0,64 км², уся площа — суходіл.

## Демографія
Згідно з переписом 2010 року, у селищі мешкали 32 особи в 17 домогосподарствах у складі 10 родин. Густота населення становила 50 осіб/км². Було 22 помешкання (35/км²).
Расовий склад населення:
| - 100,0 % — білих |

До двох чи більше рас належало 0,0 %. Частка іспаномовних становила 0,0 % від усіх жителів.
За віковим діапазоном населення розподілялося таким чином: 9,4 % — особи молодші 18 років, 56,2 % — особи у віці 18—64 років, 34,4 % — особи у віці 65 років та старші. Медіана віку мешканця становила 60,5 року. На 100 осіб жіночої статі у селищі припадало 77,8 чоловіків; на 100 жінок у віці від 18 років та старших — 70,6 чоловіків також старших 18 років.
За межею бідності перебувало 50,0 % осіб, у тому числі 0,0 % дітей у віці до 18 років та 33,3 % осіб у віці 65 років та старших.
Цивільне працевлаштоване населення становило 18 осіб. Основні галузі зайнятості: роздрібна торгівля — 72,2 %, транспорт — 11,1 %, науковці, спеціалісти, менеджери — 5,6 %, виробництво — 5,6 %.